# 2012년 이와테현 해역 지진
2012년 이와테현 해역 지진은 2012년 3월 27일 오후 8시경(20시 0분 42.4초) 일본 이와테현 해역에서 일어난 지진이다. 진앙은  북위 39° 48.3′  동경 142° 20.0′  / 북위 39.8050°  동경 142.3333° , 진원 깊이는 21km, 지진 규모는 M6.6. 이와테현과 미야기현에서 최대 진도5약을  관측하였다. 이 지진은 1년전에 일어났던 도호쿠 지방 태평양 해역 지진의 여진이다.

## 진도
| 진도 | 도도부현 | 시구정촌                                       |
| ---- | -------- | ---------------------------------------------- |
| 5약  | 이와테현 | 미야코시 야마다정 노다촌 다키자와촌 하나마키시 |
| 5약  | 미야기현 | 구리하라시 와쿠야정                            |

## 피해
- 부상자 2명[3]

## 같이 보기
- 도호쿠 지방 태평양 해역 지진의 전진, 본진, 여진 목록